# Płoszewo
Płoszewo – wieś w Polsce położona w województwie wielkopolskim, w powiecie konińskim, w gminie Sompolno, w sołectwie Police.
W latach 1975–1998 miejscowość administracyjnie należała do województwa konińskiego.
Mieszkańcy Płoszewa wyznania katolickiego przynależą do parafii św. Jadwigi w Lubstowie.